# Raoul Jobin
Raoul Jobin (Joseph Romeo Jobin; * 8. April 1906 in Québec; † 13. Januar 1974 in Québec) war ein kanadischer Sänger (Tenor) und Musikpädagoge.

## Leben
Jobin hatte den ersten Gesangsunterricht bei Louis Gravel und studierte von 1924 bis 1928 bei Émile Larochelle an der Universität Laval. In Paris setzte er seine Ausbildung bei Mme. d’Estainville-Rousset und Abby Chéreau sowie am Institut grégorien fort. 1930 kehrte er für Konzerte nach Kanada zurück und heiratete dort die Sopranistin Thérèse Drouin.
In Paris debütierte Jobin im Mai 1930 in Franz Liszts Oratorium Christus am Théâtre des Champs-Élysées. Im gleichen Jahr hatte er sein Debüt an der Pariser Oper als Tybalt in Gounods Roméo et Juliette. In den folgenden 15 Monaten trat er in 111 Aufführungen auf, darunter in seiner ersten großen Rolle als Herzog von Mantua in Verdis Rigoletto. Bei Konzerten im Radio und mit Orchestern trat er in Beethovens Neunter Sinfonie und Missa solemnis und Berlioz Requiem auf.
Da seine Mutter erkrankte, kehrte Jobin 1931 nach Kanada zurück. Dort trat er u. a. 1933 mit der Société canadienne d’opérette in Lehárs Zigeunerliebe, Hervés Mam’zelle Nitouche und Félix Fourdrains Secret de polichinelle und 1934 in acht Vorstellungen von Il barbiere di Siviglia mit Caro Lamoureux sowie in François Bazins Voyage en Chine auf.
1934 kehrte er nach Frankreich zurück, wo er in der Folgezeit in den großen Tenorpartien von Opern in Bordeaux, Lyon, Toulouse, Arles, Marseilles und Montpellier auftrat. 1936 wurde er Erster Tenor der Pariser Oper, im Folgejahr auch der Opéra-Comique. Daneben gastierte er auch in den Niederlanden, Spanien und Italien. Er trat in dieser Zeit auch in Uraufführungen auf, darunter 1939 als Fabrice in Henri Sauguets La Chartreuse de Parme.
Nach seiner Teilnahme an der Metropolitan Opera Auditions of the Air auf Anregung von Wilfrid Pelletier wurde er 1940 an der Metropolitan Opera engagiert und debütierte dort in Massenets Manon. Er gehörte der Company bis 1950 an, trat dort u. a. mit Lily Pons, Bidú Sayão, Martial Singher, Ezio Pinza, Salvatore Baccaloni, Rïse Stevens und Licia Albanese auf sang 1942 den Luca in der Premiere von Gian Carlo Menottis The Island God. Er nahm an Tourneen der Metropolitan Opera teil und trat als Gast in San Francisco, Chicago, Los Angeles, Cincinnati, Philadelphia, Cleveland, Boston und New Orleans auf. In den Sommern reiste er regelmäßig nach Südamerika gastierte in Rio de Janeiro, am Teatro Colón in Buenos Aires und in Mexiko-Stadt.
Nach dem Zweiten Weltkrieg trat Jobin 1947 mit großem Erfolg an der Pariser Oper in der Titelrolle von Wagners Lohengrin und als Des Grieux in Manon an der Opéra-Comique auf. Beim Festival de Vichy sang er 1951 den Radames in Verdis Aida und 1952 den Walther von Stolzing in Wagners Meistersingern sowie die Titelrolle in Henri Marauds Mârouf, savetier du Caire. Im Radio gab er die  bei der Premiere von Henri Tomasis Don Juan de Mañera. 1954 sang er den Dmitri in Franco Alfanos Résurrection an der Opéra-Comique. 1957 sang er in verschiedenen französischen Städten den Ulysse in Gabriel Faurés Pénélope. In dieser Rolle hatte er 1958 an der Seite von Régine Cresping in Toulouse seinen letzten Auftritt auf der Opernbühne.
In Kanada und den USA trat er Ende der 1950er Jahre im Hörfunk, bei Konzerten mit Sinfonieorchestern unter der Leitung von Dirigenten wie Bruno Walter, Pierre Monteux und Gaetano Merola und bei Recitals auf. Einen seiner letzten öffentlichen Auftritte hatte er 1960 bei der Uraufführung von Clermont Pépins Hymne au vent du nord unter Leitung von Ernest MacMillan. Ab 1957 unterrichtete er am Conservatoire de musique du Québec in Montreal und am Conservatoire de musique du Québec, dessen Direktor er von 1961 bis 1970 war. Zu seinen Schülern zählten Colette Boky, Jean Bonhomme, Claude Corbeil, Gaston Germain, Bruno Laplante, Jacqueline Martel, Joan Patenaude, Jean-Louis Pellerin und Huguette Tourangeau. Frankreich ehrte ihn 1951 als Chevalier de la Légion d’Honneur. 1967 wurde er zum Companion des Order of Canada ernannt.